# Lavardac
Lavardac település Franciaországban, Lot-et-Garonne megyében. Lakosainak száma 2297 fő (2022. január 1.). Lavardac Barbaste, Espiens, Feugarolles, Mongaillard, Nérac, Vianne és Xaintrailles községekkel határos.

## Népesség
A település népességének változása:
| Lakosok száma | 2376 | 2573 | 2454 | 2310 | 2206 | 2230 | 2260 | 2263 | 2278 | 2297 |
|               | 1968 | 1982 | 1990 | 2006 | 2013 | 2015 | 2017 | 2019 | 2020 | 2022 |